# EriTel
Эритрейская корпорация телекоммуникаций, также известная как EriTel — единственный оператор мобильной, сотовой связи и интернет-соединения в Эритрее.

## Оператор сотовой связи
Инфраструктура для стационарной телефонной связи была проложена ещё в период итальянской колонизации, и в основном представляет собой медные провода, со временем приходящие в негодность, однако в региональных центрах, таких как Асмэра, Массауа и Керен, заметны улучшения.
Внедрение мобильной связи началось в 2004 году, и уже к 2013 году EriTel насчитывал 358,000 абонентов.
Данная отрасль EriTel разработана совместно с правительством Эритреи и Ubambo Investment Holdings Limited, фирмой из ЮАР. EriTel не предоставляет абонентам возможности отправки смс-сообщений за пределы домашнего региона.

## Интернет-провайдер
В качестве интернет-провайдера, EriTel была одной из первых компаний, получивших разрешение на осуществление деятельности. Подключение к Интернету осуществляется через интернет-кафе, выделенные линии и посредством модема. Соединение часто бывает перегружено. Компании принадлежит государственный терминал, созданный в сотрудничестве с USAID.